# Três Corações
Três Corações ([ˈtɾeʃ koɾaˈsõjʃ]) je město v Brazílii. Nachází se na jihu státu Minas Gerais 280 km od Belo Horizonte, má nadmořskou výšku 839 m a protéká jím řeka Rio Verde. Žije v něm okolo 80 000 obyvatel.
V roce 1760 se zde usadil portugalský zlatokop Tomé Martins da Costa a založil kapli, která byla zasvěcena srdcím svatého Josefa, Panny Marie a Ježíše Krista. Odtud pochází název města, který znamená „Tři srdce“. V roce 1884 bylo Três Corações napojeno na železniční síť a dostalo městská práva.
Město leží v dobytkářské oblasti a převládá zde lehký průmysl. V okolí se pěstuje kávovník a kukuřice. Ve městě sídlí vysoká škola Universidade Vale do Rio Verde.
V roce 1940 se zde narodil fotbalista Pelé. Ve městě stojí jeho socha.